# Gabinete Tardieu II
O Gabinete Tardieu II foi o ministério formado por André Tardieu em 02 de março de 1930 e dissolvido em 04 de dezembro do mesmo ano. Foi o 84º gabinete da Terceira República Francesa, sendo antecedido pelo Gabinete Chautemps I e sucedido pelo Gabinete Steeg.

## Contexto
Reconduzido ao poder pelo Presidente da República, Gaston Doumergue, André Tardieu passou a financiar ligas de extrema-direita, como a "Cruz de Ferro", por meio de fundos secretos, buscando enfraquecer a esquerda francesa.
Com uma base parlamentar pouco coesa, Tardieu renunciou em 04 de dezembro de 1930, sendo substituído por Théodore Steeg.

## Composição
- Presidente da República: Gaston Doumergue
- Presidente do Conselho de Ministros: André Tardieu
- Ministro dos Estrangeiros: Aristide Briand
- Ministro da Justiça: Raoul Péret; Henry Chéron
- Ministro do Interior: André Tardieu
- Ministro da Guerra: André Maginot
- Ministro das Finanças: Paul Reynaud
- Ministro da Marinha: Jacques-Louis Dumesnil
- Ministro da Instrução Pública e Belas Artes: Pierre Marraud
- Ministro das Obras Públicas: Georges Pernot
- Ministro da Agricultura: Fernand David
- Ministro do Comércio e Indústria: Pierre-Étienne Flandin
- Ministro das Colônias: François Piétri
- Ministro do Trabalho e Segurança Social: Pierre Laval
- Ministro das Pensões: Auguste Champetier de Ribes
- Ministro do Ar: Laurent Eynac
- Ministro dos Correios, Telégrafos e Telefones: André Mallarmé
- Ministro da Marinha Mercante: Louis Rollin
- Ministro da Saúde Pública: Désiré Ferry